# Icius gyirongensis
Icius gyirongensis är en spindelart som beskrevs av Hu 200. Icius gyirongensis ingår i släktet Icius och familjen hoppspindlar. Inga underarter finns listade i Catalogue of Life.